# Albert de Rochas
Eugène Auguste Albert de Rochas d'Aiglun (Saint Firmin-en-Valgaudemar, (Hautes-Alpes), 20 de Maio de 1837 – Grenoble, 2 de Setembro de 1914) foi um engenheiro militar, historiador da ciência, pesquisador de fenômenos espíritas, escritor, tradutor e administrador da Escola Politécnica de Paris.

## Biografia
Nasceu em uma família de importância regional, que deteve o feudo d'Aiglum, perto do Digne, de meados do século XV, até ao advento da Revolução Francesa.
Após ter concluído os estudos no Liceu de Grenoble, iniciou os estudos de Direito visando ingressar na magistratura, como o haviam feito o seu pai e seu avô, mas sem interesse pela área, voltou-se para outros estudos.
Em 1856 obteve o prêmio de honra em Matemáticas especiais e, no ano seguinte, foi recebido na Escola Politécnica de Paris. Em 1861 ingressou no exército na qualidade de Tenente de Engenheiros; promovido a capitão por mérito (1864), tomou parte na Guerra Franco-Prussiana (1870-1871), vindo a ser nomeado comandante de batalhão (1880).
Desejando maior liberdade para dedicar-se aos estudos científicos, deixou prematuramente o serviço militar activo (1889), ingressando na Escola Politécnica na qualidade de director civil, passando para a reserva com o posto de tenente-coronel.
Os trabalhos militares e científicos do coronel de Rochas são consideráveis, tendo se destacado nesta última área. Profundo conhecedor de tudo o que havia sido escrito sobre as ciências psíquicas em sua época, dedicou-se à experimentação, tendo contribuído decisivamente para fazer a classificação do magnetismo animal entre as ciências puramente físicas.
No campo do magnetismo e do espiritismo, estudou a polaridade, contribuiu para a actual classificação das fases do estado sonambúlico, observou sistemáticamente os fenômenos espíritas, pesquisou a exteriorização da sensibilidade e mostrou o mecanismo do desdobramento físico. Por meio de passes longitudinais, aplicados em alguns sensitivos, conseguia provocar neles a regressão da memória.
Membro de várias sociedades científicas, foi oficial da Legião de Honra, da Instrução Pública, de São Salvador (Grécia), e das Ordens da São Maurício e São Lázaro (Itália); foi comendador das ordens de Sant'Ana (Rússia), do Mérito Militar (Espanha), de Medjidie (Turquia), de Nicham (Túnis), e do Dragão Verde (Anam).

## Publicações

### Obras
- Les Vallées vaudoises, étude de topographie et d'histoire militaires, Tanera, Paris, 1880
- Principes de la fortification antique. Précis des connaissances techniques nécessaires aux archéologues pour explorer les ruines des anciennes forteresse, Tanera, Paris, 1881
- La Science des philosophes et l'art des thaumaturges dans l'antiquité, G. Masson, Paris, 1882
- La Science dans l'antiquité. Les Origines de la science et ses premières applications, G. Masson, Paris, 1884
- Le Livre de demain, Raoul Marchand, Blois, 1884, imprimé sur 46 sortes de papiers différents, dont de nombreux papiers de couleurs.
- Les Forces non définies, recherches historiques et expérimentales, G. Masson, Paris, 1887
- Le Fluide des magnétiseurs, précis des expériences du Bon de Reichenbach sur ses propriétés physiques et physiologiques, classées et annotées par le lieutenant-colonel de Rochas d'Aiglun, G. Carré, Paris, 1891
- Les États profonds de l'hypnose, Chamuel, Paris, 1892
- L'Envoûtement, documents historiques et expérimentaux, Chamuel, Paris, 1893
- Les États superficiels de l'hypnose, Chamuel, Paris, 1893
- L'Extériorisation de la sensibilité, étude expérimentale et historique, Bibliothèque Chacornac, Paris, 1895
- La Lévitation. Paris: Pierre-Gaëtan Leymarie, 1897.
- Les Sentiments, la musique et le geste, H. Falque et F. Perrin, Grenoble, 1900
- Les Frontières de la science, Librairie des sciences psychologiques, Paris, 2 volumes, 1902-1904
- L'Extériorisation de la motricité, Bibliothèque Chacornac, Paris, 1906
- Vauban, sa famille et ses écrits, ses oisivetés et sa correspondance : analyse et extraits, Berger-Levrault, Paris, 2 volumes, 1910
- Les Vies successives, documents pour l'étude de cette question, Bibliothèque Chacornac, Paris, 1911
- La Suspension de la vie, Dorbon aîné, Paris, 1913

### Artigos científicos
- Les Pneumatiques de Héron d'Alexandrie - La Nature - n°421 - 25 juin 1881
- Les trépieds merveilleux d'Homère - La Nature - n°444 - 3 décembre 1881
- Les bénitiers à tirelire et à tourniquet dans les temples de l'ancienne Égypte - La Nature - n°460 - 23 mars 1882
- Comment nous sont parvenus les ouvrages scientifiques de l'antiquité - La Nature - n°463 - 15 avril 1882
- Les théâtres de marionnettes chez les Grecs - La Nature - n°464 - 22 avril 1882
- Les orgues hydrauliques - La Nature - n°481 - 19 aout 1882
- Le transport des grandes masses. Transport du piédestal de la statue de Pierre le Grand à Saint-Pétersbourg - La Nature - n°491 - 28 octobre 1882
- L'automate joueur d'échecs - La Nature - n°494 - 18 novembre 1882
- Le décapité buvant - La Nature - n°495 - 25 novembre 1882
- La catoptrique des Grecs - La Nature - n°498 - 16 décembre 1882
- Le joueur d'échecs de Robert Hondin - La Nature - n°503 - 20 janvier 1883
- Les origines de l'industrie - La Nature - n°505 - 3 février 1883
- Mesureur de liquides, système Héron - La Nature - n°507 - 17 février 1883
- Les origines de la machine à vapeur - La Nature - n°509 - 3 mars 1883
- Les instruments de géodésie dans l'antiquité - La Nature - n°511 - 17 mars 1883
- La tête qui parle et s'évanouit en fumée - La Nature - n°513 - 31 mars 1883
- La production du feu - La Nature - n°520 - 19 mai 1883
- La pompe à incendie dans l'antiquité - La Nature - n°522 - 2 juin 1883
- L'artillerie des Grecs - La Nature - n°523 - 9 juin 1883
- La science dans l'antiquité. Un jouet grec. La machine pneumatique et la fontaine de compression. Les hodomètres. Les théâtres à pivot de Curion. Les lampes perpétuelles. Les vases merveilleux - La Nature - n°525 - 23 juin 1883
- La science dans l'antiquité : Les hodomètres - La Nature - n°526 - 30 juin 1883
- La machinerie des temples antiques - La Nature - n°528 - 14 juillet 1883
- Le transport des grandes masses : transport d'un clocher - La Nature - n°540 - 6 octobre 1883
- Les miroirs ardents - Revue scientifique - 11 août 1883
- La trempe du bronze - Revue scientifique - 22 Septembre 1883
- Les savants de la Renaissance - La Nature - n°551 - 22 décembre 1883
- Les machines d'assaut - La Nature - n°553 - 5 janvier 1884
- Les savants de la Renaissance. Le Père Schott - La Nature - n°580 - 12 juillet 1884
- L'art industriel à Blois : fabrication de la faïence - La Nature - n°585 - 14 aout 1884
- Les horloges hydrauliques de l'antiquité - La Nature - n°587 - 30 aout 1884
- Les boulettes contre la faim et les conserves alimentaires chez les Grecs - La Nature - n°605 - 3 janvier 1885
- Crapaud trouvé vivant dans une pierre - La Nature - n°606 - 10 janvier 1885
- La suspension de la vie - La Nature - n°607 - 17 janvier 1885
- L'audition colorée' - La Nature - n°620 - 18 avril 1885
- Le rayon vert et l'équerre chromatique - La Nature - n°634 - 25 juillet 1885
- L'audition colorée - La Nature - n°644 - 3 octobre 1885
- Le truc des anciens oracles - La Nature - n°651 - 21 novembre 1885
- Le timbre et la couleur - La Nature - n°658 - 9 janvier 1886
- L'origine du langage - La Nature - n°668 - 20 mars 1886
- Le contraste des couleurs - La Nature - n°66ç - 27 mars 1886
- L'or alchimique - La Nature - n°674 - 1er. mai 1886
- L'expression des sentiments - La Nature - n°694 - 18 septembre 1886
- Une construction pélasgique contemporaine - La Nature - n°800 - 29 septembre 1888
- Cadran Lunaire - La Nature - n°830 - 27 avril 1889
- Les cosaques de l'Oural - La Nature - n°874 - 1 Mars 1890
- L'alpinisme d'hiver et les raquettes de neige - La Nature - n°884 - 10 Mai 1890
- Les origines de la machine à vapeur et de l'utilisation mécanique de la chaleur solaire - La Nature - n°917 - 27 décembre 1890
- Les races de pigeons voyageurs - La Nature - n°922 - 31 janvier 1891
- La notation des couleurs - La Nature - n°925 - 21 février 1891
- Le réseau de colombiers militaires en Europe - La Nature - n°941 - 13 juin 1891
- L'origine des grandes bibliothèques scietifiques de paris - La Nature -  n°976 - 13 Février 1892
- La soupe au blé de Vauban - La Nature -  n°982 - 26 Mars 1892
- Les coquilles de pèlerin - La Nature -  n°1028 - 11 février 1893
- Charlet et l'enseignement du dessin aux ingénieurs - La Nature -  n°1050 - 15 juillet 1893
- Les refuges souterrains de la gaul - La Nature - n°1053 - 5 août 1893
- Les uniformes de l'école polytechnique - La Nature - n°1078 - 27 janvier 1894
- Centenaire de l'école polytechnique - La Nature - n°1093 - 12 mai 1894
- Le sens des couleurs - La Nature -  n°1145 - 11 Mai 1895
- Les pigeons voyageurs et la mer - La Nature -  n°1150 - 15 juin 1895
- La vitesse des pigeons voyageurs - La Nature -  n°1153 - 6 juillet 1895
- Le rire du chien - La Nature -  n°1185 - 22 février 1896
- Le colonel Langlois et les panoramas - La Nature -  n°1202 - 13 juin 1896
- Le Vieux Neuf. Les cuirassés en étoffe - La Nature -  n°1234 - 12 juin 1897
- La mimique enseignée par l'hypnotisme - La Nature -  n°1373 - 14 septembre 1899
- La musique et le geste - La Nature -  n°1374 - 23 septembre 1899
- Les muscles expressifs de la face - La Nature -  n°1391 - 20 janvier 1900
- Vauban - Revue scientifique - 1er. septembre 1900
- Une lettre inédite de Vauban - La Nature -  n°1464 - 15 juin 1901
- La médaille française - La Nature -  n°1431 - 16 mars 1901
- Les enseignes - La Nature -  n°1519 - 3 juillet 1902
- Les rainures des chemins antiques - La Nature -  n°1683 - 26 août 1905

Os artigos desta lista foram publicados indiferentemente sob os nomes de A. de Rochas ou M. D'Aiglun Lt-Colonnel de Rochas.